# Allium dumebuchum
Allium dumebuchum — вид квіткових рослин з підродини цибулевих (Allioideae). Ендемік Південної Кореї.

## Біоморфологічна характеристика
Кореневища чітко витягнуті, товсті і розгалужені, косо горизонтальні. Цибулини скупчені, циліндрично-конічні, 9.6–15 мм в діаметрі. Листків 4–9; листкові пластини висхідні, злегка звивисті, лінійні, плоскі та суцільні в поперечному розрізі, 19.5–38 см × 3.8–13 мм, верхівка тупа чи округла. Стеблина суцільна в розрізі, поникла перед цвітінням, 23.4–49 см × 2.5–5.6 мм. Суцвіття зонтикоподібні, субкулясті, 23–41.5 × 37–53 мм, 48–113 квіток. Квітки двостатеві; оцвітина напіврадіально розпростерта, світло-пурпурна; внутрішні листочки оцвітини довші за зовнішні, еліптичні, верхівка тупа, 5.2–7.2 × 3.4–4.5 мм, зовнішні листочки оцвітини яйцювато-еліптичні, верхівка тупа, 4.8–6.1 × 2.1–3.7 мм. Пиляки еліптичні, червонуваті. Зав'язь обернено-яйцеподібна, червонувата. Коробочки серцеподібні, трикутні, 5.4–5.6 × 5.6–5.8 мм. Насіння овальне, в перерізі напівкругле, 3.7–3.8 × 2.4–2.6 мм.

## Поширення
Ендемік Південної Кореї (острів Ulleung-do). Відкритий схил скелястої місцевості.